# Tajná (okres Nitra)
Tajná je obec na Slovensku ležící v okrese Nitra. Žije zde 275 obyvatel.

## Poloha a přírodní podmínky
Obec leží v severní části Podunajské nížiny v údolí Širočiny. Katastr má charakter mírně zvlněné pahorkatiny. Nadmořská výška se pohybuje v rozmezí 150 až 250 m n. m., střed obce je ve výšce 174 m. Z půd převažuje hnědozem, podloží tvoří jíly a písky. Většina katastru je odlesněná a zemědělsky využívaná, ve východní části jsou zbytky dubového lesa.

## Historie
První písemná zmínka pochází z roku 1075 jako Taina, později se v pramenech uvádí jako Tayna (1209), Teyna, Toyna (1265), Tayna, Thayna (1275), Toyna, Tayna (1327), Tajna (1786), maďarsky Tajnasári. Oblast však byla osídlena dávno předtím. V katastru se také našly stopy po působení římských vojsk. Podle první zmínky připadla obec opatství v Hronském Beňadiku. V roce 1275 její část (Malá Tajná) připadla hradu Tekov. Později zemanům z Tajné či rodině Révay. Počátkem 17. století trpěla nájezdem Turků. V roce 1895 se k ní připojila menší obec Šarovce. V letech 1938 až 1945 patřila Maďarsku. Hranice mezi Maďarskem a Slovenskem vedla severním okrajem obce.

## Pamětihodnosti
Podle zdroje
- Kostel římskokatolický – barokní z roku 1749.
- Kaštel klasicistní z roku 1840.
- Mariánský sloup z poloviny 18. století.
- Hřbitovní kaple z poloviny 18. století.